# 行け!ゴッドマン
『行け!ゴッドマン』（いけ ゴッドマン）は、東宝が制作し、1972年10月5日から1973年9月28日まで、日本テレビ系の子供番組『おはよう!こどもショー』内で放送された、東宝企画製作の特撮コーナードラマ。放映時間は1回につき約5分間、1週間・6回または3日・3回で1話完結のスタイル。全52話・260回。

## 概要
子供たちに襲いかかる怪獣や宇宙人に対し、ファイヤーゴッド星からやってきた超人ゴッドマンが現れ、子供たちを救う。
番組のコンセプトは前番組『レッドマン』と同様であるが、円谷プロダクションが手掛けた同作品ではウルトラシリーズに登場した怪獣が活躍していたのに対し、本作品では制作が東宝企画に変わったことからゴジラシリーズなど東宝特撮映画の怪獣が登場している。また、予算も若干ながら向上し、新規怪獣やミニチュアも用いられた。格闘シーンはミニチュアセットが造成地に組まれ、巨大感を意識している。
本作品に登場した新規怪獣は、子供向けバラエティ番組『ちびっこスペシャル』に登場した怪獣・テラインコグニータの対戦相手として作られたものであったとされる。
2007年にテレビアニメ『らき☆すた』で主題歌がカバーされたことで注目され、翌年にDVD-BOXが発売。新作も製作された。

## 主な登場キャラクター

### ゴッドマン
怪獣が現れると飛来するスーパーヒーロー。銀白色の髪、サングラス状の青いゴーグル、銀色の顔、燃える炎のような赤い身体。
「ゴッドマン 拡・大!」のかけ声で巨大化する。ただし、両足首にはめられている1対の金属製アンクレット「ゴッドリング」を外されると、巨大化ができなくなって元の大きさに戻ってしまう。そのせいで怪獣の目の前で巨大化が解け、ピンチに陥ることもあったが、子供たちに投げ渡してもらったり予備のゴッドリングをはめたりするなどにより乗り越えた。
敵の股間を攻撃する、敵同士の仲間割れ中に襲いかかる、怪獣に命乞いをするなど、しばしばヒーローらしからぬ行動が見られる。
- マスクの原型製作は、東宝の安丸信行による[13]。

#### 必殺技・武器
ゴッドマンスパーク（ゴッドスパーク）
右手の指の間から放つロケット弾。着弾すると爆発する。とどめを刺す際にもまれに使われる。
ゴッドマンサークル
着弾すると爆発するフリスビー状の武器。不発弾が多い。
ゴッドシャワー
握り拳の指の間から放つ溶解液。
ゴッドマンキック
飛び蹴り技。とどめを刺す際にもまれに使われる。
ゴッドマンクラッシュ
棘の付いたフレイル状の武器。最も多用する武器だが、逆に怪獣に奪われてしまったり、棘が取れたこともある。
ゴッドマン超音波
渦状の超音波を発生させ、敵を爆破する。とどめを刺す際に最も使われた。

### 子供たち
ほぼ毎回、「その1」の冒頭で怪獣に襲われ、ゴッドマンに助けを求める。本編の展開に積極的に関わることはほとんどなく、時折心配そうに戦いを覗き込んだり、ゴッドマンが優勢になったことを無言のまま喜んだりする。
本放送時の番組前後に解説役をしていた怪獣おじさんが本編に登場した話も数話あり、それらの回では怪獣おじさんや子供たちにセリフが用意されるなど、ドラマ要素が若干強くなっている。

### 登場怪獣一覧
怪獣はオリジナルのもの以外に東宝特撮映画の怪獣も登場した。
- キンガー
- ガバラ
- ゴーストン
- ヤスゴン
- ツノケラー
- ツノシルバー
- ゴロザウルス
- マダラン
- ギャットラー[16][注釈 1]
- モモングラー
- カメーバ
- フォルゴン
- ボルペス

- イモゴラス
- ブルマン
- ドンゴラー
- スケルトマンNo.1
- スケルトマンNo.2
- サンダ
- ガイラ
- トランカー
- ホッター
- グリーンマスク
- フントラー
- バットマン
- カッパルゲ

- ティボラス星人[注釈 2]
- オストタム[18][注釈 3]
- ツノジラス[注釈 4]
- エレファンダー
- トットザウルス
- シラージ
- ウルフラー
- ゲジルバ
- トリローン
- イボギラー
- ステゴジラス
- アクモン
- バトルス[20]
- ホワラックドン[20]

## スタッフ
- 監督：久松正明、津島平吉、佐原博泰[注釈 5]
- 音楽：山下毅雄
- 怪獣デザイン：利光貞三[21]

## 主題歌
主題歌「行け!ゴッドマン」
作詞：藤公之介 / 作曲：山下毅雄 / 編曲：広瀬雅一 / 歌：山本一郎とグリーン・ピース
サブテーマ「ぼくらのゴッドマン」
作詞：藤公之介 / 作曲：山下毅雄 / 編曲：ボブ佐久間 / 歌：山本一郎とグリーン・ピース

## 再放送
2001年11月15日より、CSのファミリー劇場で再放送が行われた。漫画家の眠田直曰く、1回につき6回分をまとめて放送していたという。　

## ネット配信
- 2017年9月12日より、YouTubeの「タコラチャンネル」にて配信が行われている（不定期配信）。

## 漫画
- おともだちにて連載された。作画は池原成利。

## 映像ソフト化
- 1990年代に発売された『流星人間ゾーン』のLD-BOXに、映像特典として本作品と『行け!グリーンマン』の各1話分が収録された[1]。
- 2008年5月23日に『行け!グリーンマン』と同時収録で、DVD-BOX『行け!行け!ゴッドマン&グリーンマンBOX』が東宝から発売された[23]。3枚組のうち『行け!グリーンマン』と本作品が各1枚ずつ、いずれも厳選した傑作選である[23]。特典ディスクには撮り下ろしの新作『行け!ゴッドマン』が収録されており[23]、グリーンマンも放送当時の着ぐるみで登場する。旧作の傑作選は各々単巻でも発売されたが、特典ディスクは付かない。
- 講談社から刊行されたムック『隔週刊 ゴジラ全映画DVDコレクターズBOX』2号（2016年7月26日発売）以降に、特典映像として旧作全話が収録された[24]。
- 2019年1月16日、単巻DVD（全4巻）が東宝から発売された。

### 新作
DVD-BOX『行け!行け!ゴッドマン&グリーンマンBOX』、単巻DVD第4巻に映像特典として収録された。22分。
登場怪獣はツノジラス、シラージ、ガイラ、グリーンマスク、カッパルゲ。キャスト・スタッフは『超星神グランセイザー』の参加者が大半を占めている。
東宝ビルト（2008年2月閉鎖）にて撮影された最後の作品でもある。

#### スタッフ
- プロデューサー：石井信彦、小林弘人
- 脚本：石井博士
- 撮影：桜井景一
- 映像：宮村博幸
- 照明：吉川慎太郎、玉川直人
- 殺陣：深作覚
- 助監督：石井良和、清洲昇吾
- 撮影助手：大塚崇生、松山潤之助、寺島里紗、清水俊文、熊澤誓人、畑山友之
- 撮影：山田達也
- スタイリスト：高橋マサミ
- ヘアメイク：小林ちえ、奥谷桃子
- キャラクター造形：ヴィ・ショップ（品田冬樹、山辺拓也、田中四朗、小林靖博）、山本ヒロシ（ボンクラフト）、西村裕次（M1号）
- VFXスーパーバイザー：荒木史生
- CG・デジタル合成：廣田隼也、鎌田康介、高田智洋、若尾幸苗
- 音楽：MARS
- 主題歌：「行け!ゴッドマン」
作詞：藤公之介 / 作曲：山下毅雄 / 編曲：広瀬雅一 / 歌：水木一郎
- 音響効果：小原孝司
- EED：金沢佳明、野本健一
- カラーリスト：佐藤健、小森勇人
- MA：山口正和、堀芳彰
- ラボ・コーディネイター：川俣聡
- アシスタント・コーディネイター：森泉直樹
- 制作協力：帆刈洋、宮西武史、東宝ビルト、エレメンツ、K・D・N、MABU、アクアキューブ、音美夢
- メイキング：中村哲、竹野雅人
- 協力：岩崎憲彦、梅森充、大角忠行（M1号）、香西伸介、金子敏明、佐藤敦夫、竹内俊介、都築健一、富田康裕、西川伸司、三浦大（M1号）、水内美由紀、宮田千穂、山名昭久、IP4、アイント、旭工房、大沢事務所、ソニーPCL、MARUNI STUDIO、特撮研究所、マーブリング・ファインアーツ
- 制作：東京現像所
- 監督：手塚昌明

#### キャスト
- 綾瀬美夏：MiWa
- 松下光一：松沢蓮
- ゴッドマン（声）：芹沢秀明
- グリーンマスク：品田冬樹